# Ljuslogger
Ljuslogger är en apparat som mäter ljus. Inom ornitologisk forskning används de som en variant av ringmärkning eftersom ljusloggerns insamlade data kan ge en fågels position och flyttrutt. Apparaturen väger bara cirka ett gram och fästs antingen på fågelns rygg eller som en liten flagga på benet. Ljusloggern registrerar dagsljuset och därmed dagslängden, vilket tillsammans med datumet ger fågelns latitud. Ljusloggern innehåller också en klocka som mäter tidsförskjutningen vilket i sin tur ger fågeln longitud. Noggrannheten på koordinaterna är plus/minus 150-200 km. Fördelen med denna form av ringmärkning är att det ger mer information om flyttrörelserna än traditionell ringmärkning. I förhållande till GPS-sändare är det billigare och apparaturen är lättare vilket gör att ljusloggern även kan användas till mindre fåglar. Nackdelen med ljuslogger är att den märkta fågeln måste fångas in för att man ska kunna tanka ur informationen.